# Астероїд типу C

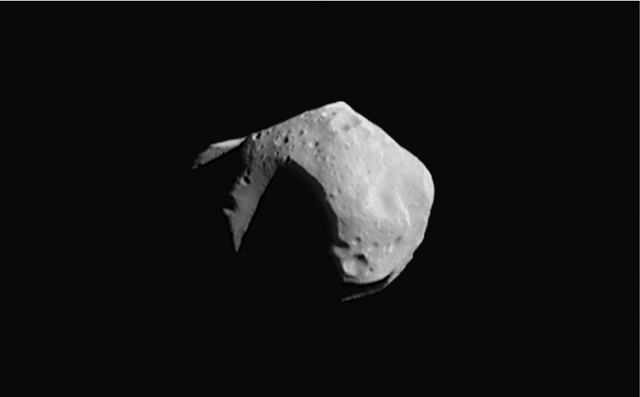
Астероїд 253 Матільда, типовий представник класу

Астероїди типу C — темні вуглецеві об'єкти. Це найпоширеніший тип астероїдів, до нього належить 75% всіх відомих астероїдів, а в зовнішній частині поясу астероїдів відсоток таких тіл вищий, за орбітою 2,7 а. о. цей тип астероїдів є основним. Кількість астероїдів цього класу насправді може бути ще більшою, оскільки вони мають нижче альбедо порівняно з іншими спектральними типами, тому їх складніше знаходити.

## Характеристики
Цей тип астероїдів має спектр дуже близький до спектру хондритів (кам'янистих метеоритів), чий хімічний склад близький до складу первісної туманності, з якої утворилося Сонце і яка служила матеріалом для протопланетного диска, але в них відсутні водень, гелій та інші леткі елементи. У них можлива наявність корисних копалин.
Вуглецеві астероїди надзвичайно темні, їх альбедо становить всього 0,03 — 0,10. Тому, якщо астероїд типу S можна побачити в хороший бінокль, то для спостереження вуглецевих астероїдів типу С потрібен вже невеликий телескоп. Найяскравішим представником цього класу є астероїд 324 Бамберга, але він має дуже витягнуту орбіту і своєї максимальної яскравості сягає ненадовго.
Їх спектри містять помірно сильне ультрафіолетове поглинання на довжинах хвиль нижче приблизно 0,4 мкм до 0,5 мкм, а на довших хвилях поглинання у цілому рівномірне, із невеликим збільшенням у червоній ділянці спектра. Є так звані «водні» поглинання (на довжині хвилі близько 3 мкм), які можуть свідчити про вміст води в мінералах астероїда.
Найбільшим представником астероїдів C-типу є астероїд 10 Гігея.

## Список деяких астероїдів спектрального типу С
| Назва         | Стандартна зоряна величина | Діаметр | Велика піввісь орбіти |
| ------------- | -------------------------- | ------- | --------------------- |
| 10 Гігіея     | 5,43                       | 407,1   | 3,13                  |
| 24 Феміда     | 7,08                       | 198     | 3,12                  |
| 31 Евфросіна  | 6,74                       | 255,9   | 3,14                  |
| 34 Кірка      | 8,51                       | 113,5   | 2,68                  |
| 35 Левкотея   | 8,5                        | 103,1   | 2,99                  |
| 36 Аталанта   | 8,46                       | 105,6   | 2,74                  |
| 38 Леда       | 8,32                       | 115,9   | 2,73                  |
| 41 Дафна      | 7,12                       | 174,0   | 2,76                  |
| 45 Євгенія    | 7,46                       | 214,6   | 2,71                  |
| 46 Гестія     | 8,36                       | 124,1   | 2,52                  |
| 47 Аглая      | 7,84                       | 127,0   | 2,88                  |
| 48 Доріда     | 6,90                       | 221,8   | 3,10                  |
| 49 Палес      | 7,8                        | 149,8   | 3,08                  |
| 52 Європа     | 6,31                       | 302,5   | 3,09                  |
| 54 Александра | 7,66                       | 165,8   | 2,70                  |
| 58 Конкордія  | 8,86                       | 93,4    | 2,69                  |
| 59 Елпіс      | 7,93                       | 164,8   | 2,71                  |